# 巴戈特嶺
70°19′S 64°19′E / 70.317°S 64.317°E
巴戈特嶺（英語：Baggott Ridge）是南極洲的山嶺，位於麥克羅伯特森地，處於鮑德溫冰原島峰以西3公里，屬於查爾斯王子山脈的一部分，根據澳大利亞探險隊的測量和空中照片繪入地圖，現時由南極條約體系管理。